# 千春 (プロレスラー)
千春（ちはる、本名：大野 千春（おおの ちはる）、1979年4月12日 - ）は、日本のリングアナウンサー、元女子プロレスラー。元hotシュシュ代表。プロレスリングC-selection主宰。東京都渋谷区出身。

## 経歴・戦歴
中学卒業後、木口道場に入門しレスリングやコンバットレスリングの大会に出場したあと、谷津嘉章にスカウトされSPWFに入門。
1997年7月13日、SPWFの栃木・小山ゆうえんちスケートリンクでの興行において、対ミサ岡田戦にてデビュー。ジャパン女子プロレスの斉藤恵美以来8年ぶり2人目の現役女子高校生レスラーとして話題になる。それからわずか6日後の7月19日に行われた「第2回ジュニア・オールスター戦」では、JWP女子プロレスの日向あずみと対戦するがドロップキック1発でフラフラになるなど実力差の開きは明白であり、この当時の千春について、チャパリータASARIは、彼女をレスラーとは認めていない旨の発言をしている。ルーズソックス姿でバトントワリングを行いながらの入場が話題となった。
高校在学時に特典として「彼女が足を通したとされている」ルーズソックス付属の写真集をリリースしたことがある。
高校卒業後の1998年4月、話題作りのため、日本大学通信教育部文理学部に進学、現役女子高生レスラーから現役大学生レスラーとなり、同大学のレスリング部にも入部した。並行してタレント活動も行っていた。その後、SPWFに参戦していた野沢一茂の子供を妊娠していたことが判明してレスラーを休業してSPWFを離脱（のちに離婚）。
しばらくして2001年にヤンママレスラーとして、総合格闘技「スマックガール」のアマチュアマッチに出場。2戦2勝の戦績を残す。そして2003年8月9日、NEO女子プロレスの後楽園ホール大会で5年ぶりにプロレス復帰。以後、フリーとしてNEOにレギュラー参戦。2004年には仲村由佳と組んで板橋タッグ王座を獲得。
2005年1月29日の対田村欣子戦で眼窩底骨折の重傷を負う。この負傷が原因で2006年に現役を引退、6月29日に引退興行を行う。この日のみNEO所属選手として出場。引退後はNEOのリングアナウンサーとして、2010年末のNEOの活動休止までリングに上がっていた。その後はフリーとなり、2011年3月21日にはアイスリボン・後楽園ホール大会で3カ月ぶりにコール。しかしオファーらしいオファーはなく、NEO解散後2年間で正式な興行のリングアナを務めたのは2大会のみだった。
その後はリングアナから離れ、佐野直が経営する「スタンリークラブ」に立っていた。
2013年5月31日、アイスリボン所属としてリングアナウンサー活動を再開。道場マッチでは音響、映像出しも兼任している。同時にプロレスサークルのコーチも務めていたが、2016年に紫雷美央がスタッフとしての入団を機にコーチを引退、美央に引き継ぐ。
2016年10月27日、自身のブログにて再婚をしたことを報告。
2022年12月31日、アイスリボンを退団。
2023年1月25日、ネオプラス傘下の新団体『hotシュシュ』を設立、代表となる。設立に伴い、元NEO女子プロレスのタニーマウス、田村欣子をスーパーバイザーに迎えた。
2024年5月31日、経営不振の責任をとる形でhotシュシュ代表辞任、ネオプラス退社。
同時退団した桐生健豊、皇耀とともに、プロレスリングC-selectionとしてユニットで活動開始。
2024年6月9日、川崎POST DI AMISTADにおいてC-selectionの興行開催。
なお、この日の試合をもって桐生健豊は学業専念の為一旦欠場期間に入る。
2024年8月、皇耀が一身上の都合により無期限活動休止すると発表。

## 伝記
- 北島行徳『弾むリング』ISBN 978-4163587103

## 得意技
- フィッシャーマンズ・スープレックス・ホールド

## タイトル歴
- 板橋グリーンホール認定タッグ王座
- アイアンマンヘビーメタル級王座 3回 : 第188、190、216代

## 入場テーマ曲
- 「愛があれば大丈夫」（広瀬香美）